# Smoke and Mirrors (Imagine Dragons)
| Recensione           | Giudizio |
| -------------------- | -------- |
| AllMusic             |          |
| Billboard            |          |
| Consequence          | D+       |
| The Daily Telegraph  |          |
| Entertainment Weekly | B+       |
| The Guardian         |          |
| Los Angeles Times    |          |
| Q                    |          |
| Rolling Stone        |          |
| Sentireascoltare     |          |
| USA Today            |          |

Smoke and Mirrors è il secondo album in studio del gruppo musicale statunitense Imagine Dragons, pubblicato il 17 febbraio 2015.

## Tracce
Testi e musiche di Imagine Dragons, eccetto dove indicato.
1. Shots – 3:52
2. Gold – 3:36 (Imagine Dragons, Alex da Kid)
3. Smoke and Mirrors – 4:20
4. I'm So Sorry – 3:50
5. I Bet My Life – 3:14
6. Polaroid – 3:51
7. Friction – 3:21
8. It Comes Back to You – 3:37
9. Dream – 4:18 (Imagine Dragons, Alex da Kid)
10. Trouble – 3:12
11. Summer – 3:38
12. Hopeless Opus – 4:01
13. The Fall – 6:05

Tracce bonus nell'edizione deluxe nordamericana
1. Thief – 3:47
2. The Unknown – 3:24
3. Second Chances – 3:37
4. Release – 2:28

Tracce bonus nell'edizione deluxe internazionale e su iTunes
1. Warriors – 2:50 (Imagine Dragons, Alex da Kid, Josh Mosser)

CD bonus nell'edizione super deluxe
1. Battle Cry – 4:33 (Imagine Dragons, Alex da Kid, Josh Mosser)
2. Monster – 4:09 (Imagine Dragons, Alex da Kid, Josh Mosser)
3. Who We Are – 4:09 (Imagine Dragons, Alex da Kid, Josh Mosser)

## Formazione
Imagine Dragons
- Dan Reynolds – voce, pianoforte, tastiera, percussioni
- Wayne Sermon – chitarra elettrica e acustica, cori
- Ben McKee – basso, tastiera, sintetizzatore, cori
- Daniel Platzman – batteria, percussioni, viola, cori

Altri musicisti
- Pete Bresciani – tromba in Trouble
- The Las Vegas Mass Choir – cori in I Bet My Life

## Classifiche

### Classifiche settimanali
| Classifica (2015)         | Posizione massima |
| ------------------------- | ----------------- |
| Australia                 | 4                 |
| Austria                   | 5                 |
| Belgio (Fiandre)          | 70                |
| Danimarca                 | 15                |
| Francia                   | 9                 |
| Germania                  | 3                 |
| Irlanda                   | 6                 |
| Italia                    | 6                 |
| Norvegia                  | 11                |
| Nuova Zelanda             | 4                 |
| Paesi Bassi               | 6                 |
| Polonia                   | 10                |
| Portogallo                | 10                |
| Regno Unito               | 1                 |
| Spagna                    | 2                 |
| Stati Uniti               | 1                 |
| Stati Uniti (digital)     | 2                 |
| Stati Uniti (alternative) | 1                 |
| Stati Uniti (rock)        | 1                 |
| Svezia                    | 21                |
| Svizzera                  | 3                 |

### Classifiche di fine anno
| Classifica (2015)     | Posizione |
| --------------------- | --------- |
| Australia             | 62        |
| Canada                | 15        |
| Italia                | 80        |
| Regno Unito           | 48        |
| Stati Uniti           | 29        |
| Stati Uniti (digital) | 24        |
| Stati Uniti (rock)    | 6         |
| Classifica (2017)     | Posizione |
| Stati Uniti (rock)    | 35        |
| Classifica (2018)     | Posizione |
| Stati Uniti (rock)    | 31        |